# 梅田修一朗
梅田 修一朗（うめだ しゅういちろう、1995年10月11日 - ）は、日本の男性声優。千葉県出身。賢プロダクション所属。

## 略歴
大学2年生の頃に演劇サークルに誘われたことがきっかけで声優を目指すようになった。また、東京ゲームショウでの末柄里恵の懸命な姿に心を打たれ、末柄が所属する賢プロダクションの養成所であるスクールデュオを知った。スクールデュオ卒業後、賢プロダクションに所属となった。
2022年放送のテレビアニメ『魔法使い黎明期』のセービル役で初主演。
2023年、第17回声優アワード新人声優賞を受賞。

## 人物
特技はイラストを描く、音楽ゲーム、悩み相談、バスケットボール、空手。趣味はフットサル、ギター、ラーメン屋巡り。好きな動物はフタユビナマケモノ、鳥（ハト・ハクセキレイ・タイハクオウム）。

## 出演
太字はメインキャラクター。

### テレビアニメ
2018年
- ゾンビランドサガ
- BANANA FISH（仲間）

2019年
- ちはやふる3（係員）

2020年
- 虚構推理（匿名、名無）
- ふしぎ駄菓子屋 銭天堂（2020年 - 2024年、児童、新郎、謙二、水上海次、大和 他）

2021年
- サザエさん（2021年 - 2022年、塾生、見習い 他）
- マジカパーティ（2021年 - 2022年、生徒、魔法使い、セキュリティー、実況、バッドホン、ペンギート〈黄〉）
- すばらしきこのせかい The Animation（マコト）
- トロピカル〜ジュ!プリキュア（園芸部員）
- 不滅のあなたへ（男）
- 遊☆戯☆王SEVENS（2021年 - 2022年、特ダネデュエル派の少年）
- 白い砂のアクアトープ（招待客）

2022年
- デリシャスパーティ♡プリキュア（生徒、小林りゅうじ）
- 魔法使い黎明期（セービル）
- アオアシ（双海浜後輩）
- 可愛いだけじゃない式守さん（和泉くん）
- ポケットモンスター（チャレンジャー）
- メイドインアビス 烈日の黄金郷
- シャドーハウス（ウィリアム、ビリー）
- シュート!Goal to the Future（三芳亮）
- シャインポスト（ファン）
- 弱虫ペダル LIMIT BREAK（観客、先輩）
- うたわれるもの 二人の白皇（ラヴィエ）
- ぼっち・ざ・ろっく!（青春男子、生徒）
- メガトン級ムサシ（2022年 - 2023年、ザスカー・ダイン、艦載ローグパイロット）

2023年
- 犬になったら好きな人に拾われた。（ポチ太）
- 遊☆戯☆王ゴーラッシュ!!（2023年 - 2025年、シューバッハ）
- くまクマ熊ベアーぱーんち!（ティモル）
- 青のオーケストラ（男子生徒）
- 彼女が公爵邸に行った理由（アダム・テイラー）
- カワイスギクライシス（鮫井咲仁）
- マッシュル-MASHLE-（マイロ・ジェーニアス）
- ゾン100〜ゾンビになるまでにしたい100のこと〜（天道輝）
- スパイ教室
- BEYBLADE X（2023年 - 2025年、風見バード）

2024年
- め組の大吾 救国のオレンジ（藤代大吾、藤代駿）
- 異世界でもふもふなでなでするためにがんばってます。（ラルフ〈ラルフリード・オスフェ〉）
- 愚かな天使は悪魔と踊る（谷川裕也）
- ワンルーム、日当たり普通、天使つき。（徳光森太郎）
- Unnamed Memory（2024年 - 2025年、ラザル） - 2シリーズ
- 声優ラジオのウラオモテ（木村）
- 転生貴族、鑑定スキルで成り上がる（ジル） - 2シリーズ
- 先輩はおとこのこ（花岡まこと）
- 小市民シリーズ（2024年 - 2025年、小鳩常悟朗） - 2シリーズ
- 負けヒロインが多すぎる!（温水和彦）
- 僕の妻は感情がない（大谷富一）
- ひとりぼっちの異世界攻略（遥）
- ぷにるはかわいいスライム（2024年 - 2025年、河合井コタロー） - 2シリーズ
- 青のミブロ（2024年 - 2025年、ちりぬにお）
- 来世は他人がいい（男子大学生）
- らんま1/2 (2024)（男子）

2025年
- ヴィジランテ-僕のヒーローアカデミア ILLEGALS-（灰廻航一）
- あらいぐま カルカル団（カラスの皆さん、パトラッシュ風の犬の皆さん）
- 渡くんの××が崩壊寸前（渡直人、幼い直人）
- 光が死んだ夏（ヒカル）
- 神椿市建設中。（あねもす）
- 味方が弱すぎて補助魔法に徹していた宮廷魔法師、追放されて最強を目指す（アレク・ユグレット）
- 永久のユウグレ（姫神アキラ）

2026年
- 火喰鳥 羽州ぼろ鳶組（鳥越新之助）

### 劇場アニメ
2019年
- 甲鉄城のカバネリ 海門決戦（カバネ）
- 天気の子

2022年
- すずめの戸締まり
- THE FIRST SLAM DUNK

2023年
- 金の国 水の国
- グリッドマン ユニバース

2025年
- 映画 先輩はおとこのこ あめのち晴れ（花岡まこと）

### Webアニメ
- 無限の住人-IMMORTAL-（2019年、真琴）
- おしえて北斎! -THE ANIMATION-（2021年、実行委員E男）
- 賭ケグルイ双（2022年、善咲会会員C）
- LUPIN ZERO（2023年、生徒A）
- ハンドレッドノート（2023年 - 、物怪瑠衣）
- SAND LAND: THE SERIES（2024年、ポワル、サンドランド国王軍兵士）

### ゲーム
2017年
- リネージュM（パプリオン 他）

2018年
- 甲鉄城のカバネリ -乱- 始まる軌跡

2019年
- Readyyy!（高千穂亜樹）
- 葛唄-カズラウタ-（灰字由字）

2020年
- GALAXYZ（ディオ）
- ファイナルファンタジーVII リメイク（チャドリー）
- REALIVE!〜帝都神楽舞隊〜（双葉向夜）

2021年
- うたわれるもの斬2（ラヴィエ）

2022年
- 機動戦士ガンダム エクストリームバーサス2（2022年 - 2025年、エビハラ・チカゲ） - 3作品
- 夢職人と忘れじの黒い妖精（チリア）

2023年
- こんにちワン！ヒーロー（犬神&飼い主）
- ミステリーレコード（アキラ）

2024年
- A3!（堂園伊吹）
- ファイナルファンタジーVII リバース（チャドリー）
- 18TRIP（夏焼千弥）
- ミストニアの翅望 -The Lost Delight-（ライナス＝ウォード）

2025年
- 9 R.I.P. sequel（幸我）

### ドラマCD
- ツキプロ ドラマCD（ミミラ）

### BLCD
- ブルースカイコンプレックス-fourth-（男子生徒）
- 鬼と天国（葛西）
- 腐男子召喚 〜異世界で神獣にハメられました〜2（浅葱）
- ちぐはぐなキス（熊井陽翔）
- 后宮のオメガ（ハーリド/幼少期）

### 吹き替え

#### 映画
- ファンタスティック・ビーストと黒い魔法使いの誕生（2018年、まじめな生徒[44]）

#### ドラマ
- クリミナル・マインド FBI行動分析課（ジェイコブ）
- ザ・スプリット 離婚弁護士（トゥーロ）

#### アニメ
- Call Star -ボクは本当にダメな星?-（2023年、タイム[45]、被害者2）

### デジタルコミック
- 浪川&岡本 ボイコミ ラボ ギュゲスのふたり（2023年、日向優）
- 発情ネオンサイン（2023年、セフレ1、セフレ3、雨宮[46]）

### ラジオ
※はインターネット配信。
- &CAST!!!アワー ラブエール!（2019年 - 2020年、&CAST!!!※）[47]
- 月刊 新・男前通信4月号〜月刊 梅田修一朗（2022年、文化放送モバイルplus※）[48]
- ひょろっと男子たち（2022年4月3日 - 2024年3月31日、文化放送）[49]
- ラジオダブルディア シーズン6（2023年1月10日 - 3月25日、ラジ友※）[50]
- 梅田修一朗 戸谷菊之介のこいこいラジオ（2023年4月15日 - 、ラジ友※）[51]
- ヴィジラジオ-ILLEGALS Wave-（2025年、音泉※）[52]

### テレビ番組
※はインターネット配信。
- ガヤドリ寮（2020年、ニコニコチャンネル※）[53]
- イケボ王国の王様がヒマをもてあましておりますっ!!（2021年、テレビ東京）ガヤドリ寮1期生[54]
- オールナイト声優ゆく年くる年2022→2023（2022年12月31日、フジテレビTWO）[55]
- オールナイト声優フジ6夜（2023年1月21日、フジテレビTWO）[55]

### 朗読劇
- 朗読劇『成瀬は天下を取りにいく』（2025年公演予定、西浦航一郎[56]）

## ディスコグラフィ

### キャラクターソング
| 発売日         | 商品名                                                          | 歌                                                 | 楽曲                                                         | 備考                                           |
| -------------- | --------------------------------------------------------------- | -------------------------------------------------- | ------------------------------------------------------------ | ---------------------------------------------- |
| 2018年4月14日  | Readyyy! Project                                                | 摩天ロケット                                       | 「キミが見た空は」                                           | ゲーム『Readyyy!』関連曲                       |
| 2018年6月3日   | Readyyy! Project 第2弾                                          | 摩天ロケット                                       | 「スタートライン」                                           | ゲーム『Readyyy!』関連曲                       |
| 2018年9月22日  | Readyyy! Project 第3弾                                          | 摩天ロケット                                       | 「Pendulum」                                                 | ゲーム『Readyyy!』関連曲                       |
| 2019年3月27日  | Readyyy! Selections                                             | SP!CA、摩天ロケット、Just 4U、RayGlanZ、La-Veritta | 「Special Medley」                                           | ゲーム『Readyyy!』関連曲                       |
| 2019年8月17日  | Readyyy! 第4弾                                                  | 摩天ロケット                                       | 「Special Days」 「nineteen! feat.摩天ロケット -short ver-」 | ゲーム『Readyyy!』関連曲                       |
| 2021年12月22日 | Readyyy! 第5弾                                                  | 摩天ロケット                                       | 「ここにいるから」                                           | ゲーム『Readyyy!』関連曲                       |
| 2021年12月22日 | RE:motion                                                       | SP!CA、摩天ロケット、Just 4U、RayGlanZ、La-Veritta | 「RE:motion」                                                | ゲーム『Readyyy!』関連曲                       |
| 2022年4月27日  | 狂気≠深愛 ディストピア / 宵闇ギルティ                           | 果実のバブル                                       | 「狂気≠深愛 ディストピア」 「宵闇ギルティ」                  | 『Visual Karma』関連曲                         |
| 2022年6月22日  | Readyyy! T.O.P Idol SHOW!! EP                                   | Team Shine                                         | ｢シグナル」                                                  | ゲーム『Readyyy!』関連曲                       |
| 2023年7月30日  | Are you Readyyy？                                               | SP!CA、摩天ロケット、Just 4U、RayGlanZ、La-Veritta | 「Are you Readyyy？」                                        | ゲーム『Readyyy!』関連曲                       |
| 2024年4月18日  | From Season to Season!                                          | A3ders! & KICS                                     | 「From Season to Season!」                                   | ゲーム『A3! 』第四部主題歌                     |
| 2024年7月3日   | 18TRIP 'HAMA Nice Trip' -Ev3ns-                                 | Ev3ns                                              | 「Scarlet Scars」                                            | ゲーム『18TRIP』オープニングテーマ             |
| 2024年7月10日  | 18TRIP 'HAMA Nice Trip' -Ev3ns-                                 | Ev3ns                                              | 「Ex-Emo」                                                   | ゲーム『18TRIP』エンディングテーマ             |
| 2024年7月31日  | 18TRIP 'グッドラック'                                           | HAMAツアーズ                                       | 「Shall we travel?」                                         | ゲーム『18TRIP』エンディングテーマ             |
| 2024年9月25日  | 負けヒロインが多すぎる！ マケイン応援！カバーソングコレクション | 温水和彦（梅田修一朗）、温水佳樹（田中美海）       | 「プレパレード」                                             | テレビアニメ『負けヒロインが多すぎる！』関連曲 |
| 2024年11月27日 | 『ぷにるはかわいいスライム』かわいいサウンドトラック            | コタローバンド                                     | 「きゅーてぃ☆まいどりぃみー 〜バンドver.〜」                 | テレビアニメ『ぷにるはかわいいスライム』劇中歌 |

### その他参加作品
| 発売日  | 商品名                                           | 歌                 | 楽曲             | 備考                                         |
| 2023年  | 2023年                                           | 2023年             | 2023年           | 2023年                                       |
| ------- | ------------------------------------------------ | ------------------ | ---------------- | -------------------------------------------- |
| 4月26日 | ラジオ「ひょろっと男子たち」テーマソングシングル | ひょろっと男子たち | 「STEP BY STEP」 | ラジオ番組『ひょろっと男子たち』テーマソング |

## ライブ・イベント

### 合同ライブ
| 出演日             | タイトル                                                                               | 会場                             |
| ------------------ | -------------------------------------------------------------------------------------- | -------------------------------- |
| 2018年2月14日      | 『Readyyy!』プロジェクト2月14日制作発表vol.1                                           | 六本木ニコファーレ（東京都）     |
| 2018年3月14日      | 『Readyyy!』プロジェクト3月14日制作発表Vol.2                                           | 六本木ニコファーレ（東京都）     |
| 2018年4月14日      | 【セガフェス2018】『Readyyy!』ゴー☆ルドステージ Vol.0 〜僕ら、本格始動します！〜       | ベルサール秋葉原（東京都）       |
| 2018年4月28日      | 『Readyyy!』ゴー☆ルドステージ Vol.1 〜僕ら、明日に向かって歌います！〜                 | 原宿クエストホール（東京都）     |
| 2018年5月13日      | 『Readyyy!』ゴー☆ルドステージ Vol.2 〜僕ら、晴れやかにおもてなしします！〜             | よみうりホール（東京都）         |
| 2018年6月3日       | 『Readyyy!』ゴー☆ルドステージ Vol.3 〜僕ら、雨ニモマケズおもてなしします！〜           | よみうりホール（東京都）         |
| 2018年7月16日      | 『Readyyy!』ゴー☆ルドステージ Vol.4 〜僕ら、夏の太陽より熱くおもてなしします！〜       | よみうりホール（東京都）         |
| 2018年7月22日      | 『Readyyy!』ゴー☆ルドステージ Vol.4.5 〜僕ら、池袋で2日間おもてなしします！〜          | セガ池袋GiGO 7F（東京都）        |
| 2018年8月26日      | 『Readyyy!』ゴー☆ルドステージ Vol.5 〜僕ら、夜空の花火よりも盛大におもてなしします！〜 | よみうりホール（東京都）         |
| 2019年5月11日      | Readyyy! Happyyy! Partyyy! 2019                                                        | 日本消防会館（東京都）           |
| 2019年8月14日      | ディアプロ夏祭り〜OTODAMA de ソイヤ！〜                                                | OTODAMA SEA STUDIO（神奈川県）   |
| 2020年2月8日       | Readyyy! 2nd anniversary LIVE "THE NEW MOMENT"                                         | 恵比寿 The Garden Hall（東京都） |
| 2021年3月13日,14日 | Readyyy! 3rd anniversary Live "LINK THE MOMENT"                                        | Yokohama 1000 CLUB（神奈川県）   |
| 2022年2月13日      | Readyyy! 4th Anniversary Live "Twinkle of Protostars"                                  | 豊洲ピット（東京都）             |

### 単独イベント
- 梅田修一朗のとびたて！ゲームのたまご 梅田修一朗のとびたま感謝祭feat. 代永翼&榊原優希 - 2023年2月12日新宿文化センター